# Why Can’t This Be Love
Why Can’t This Be Love ist ein Lied der US-amerikanischen Hardrock-Band Van Halen. Es erschien in Europa am 17. März 1986 und war die erste Single der Band, die sie mit ihrem neuen Sänger Sammy Hagar veröffentlichte.

## Hintergrund
Nach dem großen Erfolg mit ihrem vorausgegangenen Album 1984 trennte sich die Band Van Halen 1985 von ihrem Sänger David Lee Roth. Auf der Suche nach einem Nachfolger wurde schließlich noch im selben Jahr Sammy Hagar gefunden, mit dem sie das Album 5150 im gleichnamigen Studio von Eddie Van Halen aufnahmen. Das Album wurde im März 1986 veröffentlicht und war das bis dato erste Album der Band, welches Platz eins in den US-amerikanischen Albumcharts erreichte. Zeitgleich startete eine ausgedehnte Konzerttournee in Nordamerika. Why Can’t This Be Love war die erste Singleauskopplung des Albums, die in den Vereinigten Staaten bereits im Februar 1986 auf den Markt kam.
Ein offizielles Musikvideo drehte die Band nicht. Als Musikvideo wurde ein Konzertmitschnitt verwendet, über den die Audioaufnahme des Liedes gelegt wurde.

## Musik
Das Lied lässt sich bezüglich Aufbau und enthaltenen Musikelementen dem Pop-Rock zuordnen und ist stark geprägt von Eddie Van Halens eingängigem Keyboardspiel in Intro und Hauptriff. Er hat dieses mit einem Oberheim-Keyboard eingespielt. Das Lied folgt einem üblichen Aufbau: Intro – Strophe – PreChorus – Chorus – Strophe – PreChorus – Chorus – Solo – Chorus – Outro. Das Gitarrensolo nach der zweiten Strophe wird durch eine synkopierte Melodie ein- und ausgeleitet, die sowohl von Eddie Van Halen auf der Gitarre gespielt, als auch von Sammy Hager gesungen wird. Im Solo werden als Stilmittel fast ausschließlich Doppelgriffe verwendet. In der Extended-Version werden – im Vergleich zur Singleversion – vor dem Outro noch einmal das Solo mitsamt Ein- und Ausleitung und ein Chorus eingeschoben.
Das eingängige Lied habe einen gewissen Ohrwurmcharakter.
Bei Liveauftritten in den 1980er Jahren spielte Gitarrist Eddie Van Halen zunächst die Keyboards auf der Bühne selbst, während Sammy Hagar die Gitarrenparts übernahm (vgl. Aufnahmen des Konzertvideos Live Without a Net). Ab Anfang der 1990er Jahre wurden die Keyboards eingespielt und Eddie Van Halen übernahm fortan die Gitarrenparts bei dem Lied. Die Liveversion endet mit der Wiederholung des Gitarrensolos.
Die in dem Lied enthaltene tautologische Textzeile „Only time will tell if we stand the test of time.“ (deutsche Übersetzung: „Nur die Zeit wird zeigen, ob wir den Test der Zeit bestehen.“) wurde 2008 zum zehntschlechtesten Liedtext aller Zeiten gekürt.

## Erfolg
In Deutschland, dem Vereinigten Königreich und den Vereinigten Staaten konnte das Lied die Top 10 der Singlecharts erreichen. In allen drei Ländern ist es, gemessen an der Höchstplatzierung, nach Jump die zweiterfolgreichste Chartsingle der Band.